# The Faded Lilies
The Faded Lilies è un cortometraggio muto del 1909 scritto e diretto da David W. Griffith. Prodotto e distribuito dalla Biograph Company, il film era interpretato da James Kirkwood e David Miles. Tra gli altri attori, Linda Arvidson, moglie di Griffith, e le sorelle Lottie e Mary Pickford.

## Trama
Un violinista sfigurato equivoca sul significato di un mazzo di fiori che lui prende per una dichiarazione d'amore mentre, invece, è solo un segno di apprezzamento per la sua arte. Quando capisce il suo errore, l'uomo perde la ragione.

## Produzione
Il film fu prodotto dalla Biograph Company.

## Distribuzione
Distribuito dalla Biograph Company, il film - un cortometraggio di 147 metri - uscì nelle sale cinematografiche statunitensi il 17 giugno 1909. Nelle proiezioni, veniva programmato con il sistema dello split reel, accorpato in un'unica bobina con un altro cortometraggio prodotto dalla Biograph e diretto da Griffith, Her First Biscuits .